# 11 września: niewygodne fakty
11 września: niewygodne fakty (ang. Loose Change, tłum. dosłowne: luźna reszta) – film dokumentalny przedstawiający teorię spiskową. Scenarzystą i reżyserem jest Dylan Avery, a producentami Korey Rowe oraz Jason Bermas. Z treści produkcji wynika to, że ataki z 11 września były zaplanowane i przeprowadzone przez członków rządu Stanów Zjednoczonych. Twierdzenia te są oparte na przytoczonych nieścisłościach w nagraniach dokumentujących przebieg wydarzeń.